# Grammatica ittita
La grammatica della lingua ittita ha un sistema verbale altamente conservativo e una ricca declinazione nominale. La lingua è scritta in caratteri cuneiformi ed è la prima lingua indoeuropea attestata.

## Declinazione di base del nome e dell'aggettivo
Il sistema nominale ittita è costituito da nove casi: nominativo, vocativo, accusativo, genitivo, dativo-locativo, ablativo, ergativo, allativo e strumentale, e distingue due numeri (singolare e plurale) e due generi, comune (animato) e neutro (inanimato). La distinzione tra i due generi è abbastanza rudimentale, con una distinzione di solito presente solo nel nominativo, tanto che talvolta lo stesso nome è attestato in entrambi i generi.
Lo schema di base dei suffissi è dato nella seguente tabella, valida per la maggior parte dei sostantivi e degli aggettivi. La parola usata come esempio è antuhsa, che significa "uomo".
|                  | "antuhsa" uomo | "antuhsa" uomo | "antuhsa" uomo | "antuhsa" uomo |
| Singolare        | Singolare      | Plurale        | Plurale        |                |
| ---------------- | -------------- | -------------- | -------------- | -------------- |
| Nominativo       | antuhsaš       | -š             | antuhseš       | -eš            |
| Vocativo         | antuhse        | -e             | antuhse        | -e             |
| Accusativo       | antuhsan       | -n             | antuhsuš       | -uš            |
| Genitivo         | antuhsaš       | -aš            | antuhsaš       | -aš            |
| Dativo/ Locativo | antuhsi        | -i             | antuhsaš       | -aš            |
| Ablativo         | antuhsaz(a)    | -az(a)         | antuhsaz(a)    | -az(a)         |
| Ergativo         | antuhsanza     | -anza          | antuhsantēš    | -antēš         |
| Allativo         | antuhsa        | -a             | antuhsaš       | -aš            |
| Strumentale      | antuhsit       | -it            | antuhsit       | -it            |

## Coniugazione verbale
Il sistema verbale ittita non è morfologicamente complesso, se paragonato con altre lingue indoeuropee antiche come il greco antico ed il sanscrito. Sono presenti due classi verbali, la coniugazione in mi e la coniugazione in hi, in base alle quali vengono declinati i verbi. Ci sono due diàtesi (attivo e medio-passivo), due modi (indicativo ed imperativo), e due tempi (presente e passato).
Inoltre, il sistema verbale presenta due infiniti, un sostantivo verbale, un supino ed un participio. Rose (2006) elenca 132 verbi in hi ed interpreta le opposizioni hi/mi come tracce di un sistema di voci grammaticali ("voce centripeta" vs. "voce centrifuga").
Le desinenze della coniugazione sono le seguenti:
|                            | Attivo              | Attivo              | Mediopassivo         | Mediopassivo        |
| -------------------------- | ------------------- | ------------------- | -------------------- | ------------------- |
| coniugazione in -mi        | coniugazione in -hi | coniugazione in -mi | coniugazione in -hi  |                     |
| Indicativo presente-futuro |                     |                     |                      |                     |
| Sg. 1                      | -mi                 | -hi (-ahhi)         | -hahari (-hari, -ha) | -hahari (-hari)     |
| 2                          | -si                 | -ti                 | -tati (-ta)          | -tati (-ta)         |
| 3                          | -zi                 | -i                  | -tari (-ta)          | -ari (-a)           |
| Pl. 1                      | -weni               | -weni               | -wastati (-wasta)    | -wastati (-wasta)   |
| 2                          | -teni               | -teni               | -duma (-dumari)      | -duma               |
| 3                          | -anzi               | -anzi               | -antari (-anta)      | -antari (-anta)     |
| Indicativo passato         |                     |                     |                      |                     |
| Sg. 1                      | -un (-nun)          | -hun                | -hahat(i) (-hat(i))  | -hahat(i) (-hat(i)) |
| 2                          | -s (-t, -ta)        | -s (-ta, -sta)      | -tat(i) (-ta)        | -at(i) (-tat)       |
| 3                          | -t (-ta)            | -s (-ta, -sta)      | -tat(i) (-ta)        | -at(i)              |
| Pl. 1                      | -wen                | -wen                | -wastat              | -                   |
| 2                          | -ten (-tin)         | -ten (-tin)         | -dumat               | -dumat              |
| 3                          | -er (-ir)           | -er (-ir)           | -antat(i)            | -antat(i)           |
| Imperativo                 |                     |                     |                      |                     |
| Sg. 1                      | -(a)llu             | -allu               | -haharu (-haru)      | -haharu (-haru)     |
| 2                          | - (-i, -t)          | - (-i)              | -hut(i)              | -hut(i)             |
| 3                          | -du                 | -u                  | -taru                | -aru                |
| Pl. 1                      | -weni               | -weni               | -                    | -                   |
| 2                          | -ten (-tin)         | -ten (-tin)         | -dumat(i)            | -dumat(i)           |
| 3                          | -andu               | -andu               | -antaru              | -antaru             |

| Sostantivo verbale | Infinito  | Supino | Participio |
| ------------------ | --------- | ------ | ---------- |
| -war               | I. -wanzi | -wan   | -ant-      |
|                    | II. -anna |        |            |